# Pleistal
Pleistal heißt das Gebiet entlang dem Pleisbach. Als Zentrum des Gebietes wird der Ort Oberpleis angesehen. Das Pleiser Hügelland grenzt im Süden und Südwesten an den Nordrand des Westerwalds und an das Siebengebirge. Es folgt dem Lauf des Pleisbaches und erstreckt sich über eine Länge von etwa 15 Kilometern bis nach Norden, wo es flach in Richtung der Siegniederung ausläuft und dort an die Spitze der Kölner Tieflandbucht reicht.

## Geschichte
Das Pleistal gehörte seit 1815 zum Königreich Preußen und war der Rheinprovinz zugeordnet, mit Sitz der Verwaltung in Koblenz. Die Rheinprovinz war in Regierungsbezirke eingeteilt, wobei das Pleistal dem Bezirk Köln angehörte und wirtschaftlich von dort beeinflusst wurde. Darüber hinaus zählte das Pleistal zum Siegkreis und erstreckte sich über die Landgemeinden Oberpleis, Niederpleis und Stieldorf. Nach der Reichseinigung 1871 gehörte auch das Pleistal zum Deutschen Kaiserreich.
Bis 1894 stellte die Brölthaler Eisenbahn-Actien-Gesellschaft in mehreren Etappen die Teilstrecke der Bröltalbahn von Niederpleis über Oberpleis und Herresbach bis Rostingen innerhalb ihres Schmalspurnetzes fertig.